# 蒼き獣たち
『蒼き獣（おおかみ）たち』（あおきおおかみたち、原題：五虎將之決裂、英題：The Tigers）は、1991年の香港映画。

## キャスト
※括弧内は日本語吹替（VHS版）
- アンディ - アンディ・ラウ（堀内賢雄）
- トニー - トニー・レオン（松本保典）
- ミウ - ミウ・キウワイ（高宮俊介）
- フェリックス - フェリックス・ウォン（佐久田脩）
- レオン - レオン・カーヤン（仲野裕）
- ケン - ケン・トン（田中正彦）
- ホン - チェン・カンタイ（牛山茂）
- シン - シン・フイオン（宝亀克寿）